# Schlutter (Ganderkesee)
Schlutter ist ein Ortsteil der Gemeinde Ganderkesee im niedersächsischen Landkreis Oldenburg.

## Geografie und Verkehrsanbindung
Der Ortsteil liegt östlich vom Kernbereich von Ganderkesee. Am östlichen Ortsrand fließt die Delme.
Die B 213 verläuft in geringer Entfernung westlich und die A 28 nördlich.

## Geschichte

### Urgeschichte
Schon um 860 wurde das Dorf als „villa Slutria“ erwähnt. Um 1200 wurde daraus dann Sluttere und gegen 1370 erhielt Schlutter seinen heutigen Namen.

### Burg Schlutter
Die Burg Schlutter wurde spätestens im Jahr 1213 von Erzbischof Gerhard I. von Bremen vermutlich im sumpfigen Gelände an der Delme errichtet. Er belehnte die Burg mit örtlichen Ministerialen, den Edelherren von Schlutter. Das Lehen ging später an den Grafen Heinrich III. von Oldenburg-Wildeshausen. Nach der Zerstörung der Festung im Jahr 1230 durch Stedinger Bauern, wurde diese von Bremens Erzbischof, mittlerweile war dies Gerhard II., im Jahr 1232 wieder an selber Stelle aufgebaut. Um die Jahreswende 1233/34 wurde die Burg Schlutter jedoch ein weiteres Mal von Stedinger Bauern zerstört. Ein erneuter Wiederaufbau erfolgte nicht. Stattdessen wurde eine Wasserburg am Standort Delmenhorst errichtet.

### Militärgelände
Da Delmenhorst die eigene Wirtschaftskraft steigern wollte, wurde am 2. November 1934 ein Garnisonsvertrag zwischen Delmenhorst und dem Reichsfiskus geschlossen. Dieser Vertrag sieht vor, dass für das zu verlegende Infanterie-Bataillon bis zum Jahr 1938 Schießstände, Munitionsbunker, Dienst-/Wohngebäude und ein Stall-/Waschküchen- und Garagengebäude errichtet werden müssen. Für diese Vorhaben wurden ca. 8 Hektar westlich des Waldes im Norden von Schlutter zur Verfügung gestellt.
Nach dem Ende des Zweiten Weltkriegs wurden die Lager und Munitionsbunker als Unterkunft für Heimatvertriebene aus Schlesien (u. a. aus Bunzlau, Strehlen und Friedrichstein) genutzt. 1950/51 mussten diese die Unterkünfte wieder verlassen, da britische Streitkräfte in Schlutter ihre Munition lagern wollten. Teile der Militäranlage wurden Ende 1958 von den britischen Streitkräften an die Bundesvermögensstelle in Oldenburg übergeben. Der Rest folgte bis Dezember 1964. Bis Ende 1975 diente das inzwischen 14 Hektar große Militärgelände als Munitions-Niederlage der Bundeswehr. In den folgenden sechs Jahren wurde das ehemalige Dienst- und Wohngebäude nur noch selten von übenden Truppen genutzt und fiel der Witterung zum Opfer.
Im Februar 1982 unterzeichnete die Katholische Pfarrgemeinde Allerheiligen einen Nutzungsvertrag mit der Stadt Delmenhorst und errichtete, nach der Sanierung des Hauptgebäudes, eine Begegnungs- und Freizeitstätte unter dem Namen Stiftung Franziskushof. Das ehemalige Stall-/Waschküchen- und Garagengebäude wurde ab dem 1. Juli 1988 abgetragen und als Kapelle wieder aufgebaut. Die Einsegnung erfolgte am 16. Oktober 1988.
Die Schießanlage wird heute vom Bogensportverein Delmenhorst genutzt.

## Sehenswürdigkeiten
- Wohn- und Wirtschaftsgebäude Wildeshauser Landstraße 15 von 1806 mit früherem Backhaus von 1757

## Söhne und Töchter
- Volker Wieker, 15. Generalinspekteur der Bundeswehr[9]